# Вибори до Рівненської обласної ради 2015
Вибори до Рівненської обласної ради 2015 — вибори депутатів Рівненської обласної ради, які відбулися 25 жовтня 2015 року в рамках проведення місцевих виборів у всій країні.
Вибори відбулися за пропорційною системою, в якій кандидати закріплені за 64 виборчими округами. Для проходження до ради партія повинна була набрати не менше 5 % голосів.

## Кандидати
Номери партій у бюлетені подані за результатами жеребкування:
| Номер у бюлетені | Назва                                 | Кількість кандидатів | Перший номер                         |
| ---------------- | ------------------------------------- | -------------------- | ------------------------------------ |
| 1                | «Наш край»                            | 5                    | Яковчук Юрій Мефодійович             |
| 2                | «Воля»                                | 41                   | Микитюк Сергій Васильович            |
| 3                | Радикальна партія Олега Ляшка         | 55                   | Лозова Оксана Василівна              |
| 4                | Аграрна партія України                | 39                   | Матчук Віктор Йосипович              |
| 5                | ВО «Батьківщина»                      | 64                   | Кучерук Микола Герасимович           |
| 6                | «Громадянська позиція»                | 37                   | Туз Василь Степанович                |
| 7                | «Конкретних справ»                    | 65                   | Богатирчук-Кривко Світлана Кирилівна |
| 8                | УКРОП                                 | 60                   | Гордійчук Діана Юріївна              |
| 9                | «Прогрес»                             | 65                   | Сидорук Анатолій Володимирович       |
| 10               | «Опозиційний блок»                    | 63                   | Берташ Василь Михайлович             |
| 11               | ВО «Свобода»                          | 63                   | Бучинський Олексій Андрійович        |
| 12               | «Громадський рух „Народний контроль“» | 25                   | Сільман Дмитро Леонідович            |
| 13               | «Блок Петра Порошенка „Солідарність“» | 65                   | Чугунніков Віталій Семенович         |
| 14               | «Сила людей»                          | 22                   | Сорока Віталій Григорович            |
| 15               | Європейська партія України            | 64                   | Хомич Олег Володимирович             |

## Результати
| Місце | Партія                                | % голосів | Кількість голосів | Зміна % 2015 до 2010 | Усього місць |
| ----- | ------------------------------------- | --------- | ----------------- | -------------------- | ------------ |
| 1     | «Блок Петра Порошенка „Солідарність“» | 21,97 %   | 92 419            | —                    | 19           |
| 2     | ВО «Батьківщина»                      | 18,54 %   | 77 975            | ▲ +0,34 %            | 16           |
| 3     | Радикальна партія Олега Ляшка         | 11,43 %   | 48 091            | —                    | 10           |
| 4     | ВО «Свобода»                          | 9,50 %    | 39 974            | ▲ +3,20 %            | 8            |
| 5     | «Конкретних справ»                    | 6,63 %    | 27 886            | —                    | 6            |
| 6     | УКРОП                                 | 6,25 %    | 26 275            | —                    | 5            |
| 7     | Аграрна партія України                | 4,99 %    | 20 993            | —                    | —            |
| 8     | «Опозиційний блок»                    | 4,63 %    | 19 491            | ▼ -9,47 %            | —            |
| 9     | «Прогрес»                             | 3,30 %    | 13 873            | —                    | —            |
| 10    | «Громадський рух „Народний контроль“» | 2,87 %    | 12 080            | —                    | —            |
| 11    | «Громадянська позиція»                | 2,47 %    | 10 395            | —                    | —            |
| 12    | «Воля»                                | 2,04 %    | 8573              | —                    | —            |
| 13    | Європейська партія України            | 2,03 %    | 8556              | —                    | —            |
| 14    | «Сила людей»                          | 1,86 %    | 7830              | —                    | —            |
| 15    | «Наш край»                            | 1,47 %    | 6166              | —                    | —            |
|       | Усього голосів за партії              | 100 %     | 420 577           |                      | 64           |
|       | Недійсні                              | 4,72 %    | 20 845            |                      |              |
|       | Усього (явка 51,27 %)                 | —         | 441 448           |                      |              |